# 大柏树
大柏树，是中国上海市虹口区东北部至杨浦区西北部的一个地名，一般指逸仙路、汶水东路、中山北一路、曲阳路、邯郸路五路交汇处一带。
大柏树地区于雍正2年（1724年）划入宝山，直到20世纪初年，大柏树一带仍为农田。1928年后，当地随江湾镇被划入上海特别市，逐渐繁荣。1937年抗战爆发，该地成为上海城北军事要地。淞沪战役结束后，日军在当地设立碉堡，并以1932年在江湾镇阵亡的大日本帝國第9师团联队长林大八之名命名当地为大八辻（“大八道口”之意）。由于辻字是和制汉字，故当地中国居民谐音称为大八寺或大八字。
抗战胜利后，“大八寺”被认定为敌性地名，上海市政府曾下令改称“逸仙路”，但未取得成功。1984年，上海市政府将当地划入虹口区和杨浦区，虹口区部分于次年组建大八寺街道办事处。由于接到大量反映，称大八寺为日本占领军残留地名，1988年，大八寺街道改名为运光新村街道。1989年3月20日，上海市人民政府发布通知（沪府办［1989］45号），将大八寺及所有相关地名、店名、站牌名全部按上海话谐音改为“大柏树”。
1993年，运光新村街道合并入曲阳路街道至今。